# Amerikaanse kampioenschappen schaatsen sprint
De Amerikaanse kampioenschappen schaatsen sprint is een -in principe- jaarlijks verreden schaatstoernooi voor mannen en vrouwen. Amerikanen willen er (bijvoorbeeld in een Olympisch jaar) nog weleens van afwijken om een nationaal kampioenschap te organiseren en beperken zich dan tot zogenaamde trials. De kwalificatie voor het WK sprint geschiedt soms ook via de afstandskampioenschappen. De kampioenschappen worden verreden over een sprintvierkamp (500 en 1000 meter op dag-1 en dag-2).

## Mannen
| Seizoen   | Plaats         | Datum    | Goud               | Zilver            | Brons              |
| --------- | -------------- | -------- | ------------------ | ----------------- | ------------------ |
| 1999/00   | Milwaukee      | 08/09-01 | Nick Pearson       | Joey Cheek        | Cory Carpenter     |
| 2000/01   | Milwaukee      | 06/07-01 | Casey FitzRandolph | Joey Cheek        | Nick Pearson       |
|           |                |          |                    |                   |                    |
| 2002/03   | Salt Lake City | 27/30-12 | Joey Cheek         | Nick Pearson      | Christopher Callis |
| 2003/04   | Milwaukee      | 20/23-12 | Casey FitzRandolph | Kip Carpenter     | Nick Pearson       |
| 2004/05   | Milwaukee      | 21/22-12 | Joey Cheek         | Shani Davis       | Kip Carpenter      |
| 2005/06   | Salt Lake City | 27/31-12 | Kip Carpenter      | Tucker Fredericks | Derek Parra        |
| 2006/07   | Milwaukee      | 22/23-12 | Kip Carpenter      | Tucker Fredericks | Shani Davis        |
| 2007/08   | Salt Lake City | 29/30-12 | Tucker Fredericks  | Nick Pearson      | Chris Needham      |
| 2009/09   | Milwaukee      | 29/30-12 | Shani Davis        | Tucker Fredericks | Nick Pearson       |
| 2009/10   | Salt Lake City | 26/30-12 | Mitchell Whitmore  | Chris Needham     | Clay Cholewinski   |
| 2010/11   | Salt Lake City | 03/04-01 | Shani Davis        | Joseph Lindsey    | Tucker Fredericks  |
|           |                |          |                    |                   |                    |
| 2012/13 * | Salt Lake City | 28/31-01 | Mitchell Whitmore  | Jonathan Garcia   | Clay Cholewinski   |

2012/13: verreden over 2x 500 meter, 1x 1000 meter

## Vrouwen
| Seizoen   | Plaats         | Datum    | Goud               | Zilver             | Brons              |
| --------- | -------------- | -------- | ------------------ | ------------------ | ------------------ |
| 1999/00   | Milwaukee      | 08/09-01 | Chris Witty        | Becky Sundstrom    | Amy Sannes         |
| 2000/01   | Milwaukee      | 06/07-01 | Chris Witty        | Jennifer Rodriguez | Amy Sannes         |
|           |                |          |                    |                    |                    |
| 2002/03   | Salt Lake City | 27/30-12 | Becky Sundstrom    | Jennifer Rodriguez | Amy Sannes         |
| 2003/04   | Milwaukee      | 20/23-12 | Elli Ochowicz      | Amy Sannes         | Julie Glass        |
| 2004/05   | Milwaukee      | 21/22-12 | Jennifer Rodriguez | Chris Witty        | Amy Sannes         |
| 2005/06   | Salt Lake City | 27/31-12 | Amy Sannes         | Elli Ochowicz      | Chris Witty        |
| 2006/07   | Milwaukee      | 22/23-12 | Elli Ochowicz      | Chris Witty        | Jessica Smith      |
| 2007/08   | Salt Lake City | 29/30-12 | Elli Ochowicz      | Heather Richardson | Lana Gehring       |
| 2008/09   | Milwaukee      | 29/30-12 | Heather Richardson | Elli Ochowicz      | Jennifer Rodriguez |
| 2009/10   | Salt Lake City | 26/30-12 | Rebekah Bradford   | Anna Ringsred      | Netanya Mintz      |
| 2010/11   | Salt Lake City | 03/04-01 | Rebekah Bradford   | Brittany Bowe      | Lauren Cholewinski |
|           |                |          |                    |                    |                    |
| 2012/13 * | Salt Lake City | 28/31-01 | Heather Richardson | Brittany Bowe      | Sugar Todd         |

2012/13: verreden over 2x 500 meter, 1x 1000 meter
 België · 
 Canada · 
 China · 
 Duitsland · 
 Finland · 
 Frankrijk · 
 Hongarije · 
 Italië · 
 Japan · 
 Kazachstan · 
 Nederland (mannen) - (vrouwen) · 
 Noorwegen (mannen) - (vrouwen) · 
 Oekraïne · 
 Oostenrijk · 
 Polen · 
 Roemenië · 
 Rusland · 
 Tsjechië · 
 Verenigde Staten · 
 Wit-Rusland · 
 Zuid-Korea · 
 Zweden · 
 Zwitserland
 Amerikaanse kampioenschappen schaatsen

Afstanden · 
Allround · 
Sprint